# Egon Erickson

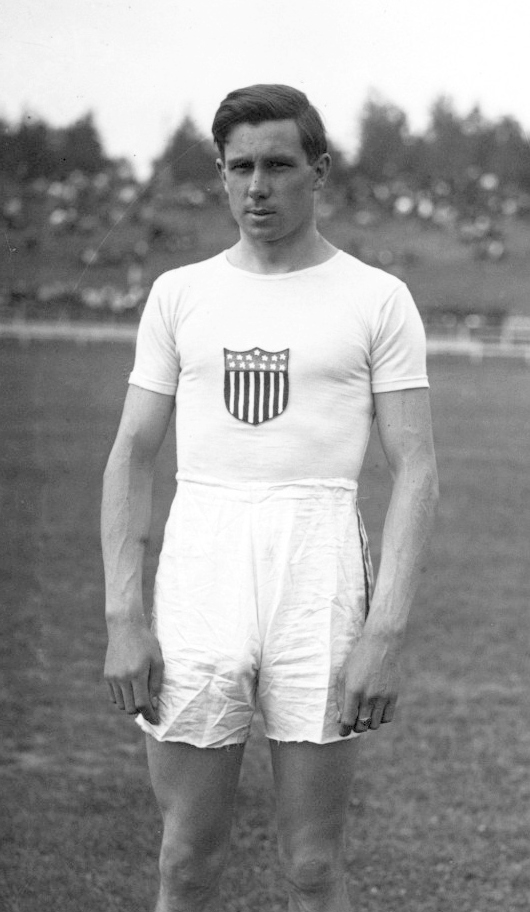
Egon Erickson, 1912

Egon Erickson (* 4. Juli 1888 in Göteborg; † 20. Januar 1973 in der Bronx) war ein US-amerikanischer Hochspringer schwedischer Herkunft.
Bei den Olympischen Spielen 1912 in Stockholm wurde er Vierter.
1909 wurde er US-Meister und 1918 US-Hallenmeister. Seine persönliche Bestleistung von 1,93 m stellte er am 6. Juni 1909 in New York City auf.